# 1987年ラグビーニュージーランド代表の日本遠征
1987年ラグビーニュージーランド代表の日本遠征では、1987年10月から11月にかけてニュージーランド代表が日本に遠征し日本代表とのテストマッチを含む計5試合が組まれた。

## 試合日程・結果
| 日時           | 会場                     | ホーム                     | スコア | アウェイ         |
| -------------- | ------------------------ | -------------------------- | ------ | ---------------- |
| 1987年10月21日 | 旧国立競技場（東京都）   | 日本選抜                   | 0-94   | ニュージーランド |
| 1987年10月25日 | 花園ラグビー場（大阪府） | 日本                       | 0-74   | ニュージーランド |
| 1987年10月28日 | 西京極競技場（京都府）   | アジアバーバリアンズ       | 3-96   | ニュージーランド |
| 1987年11月1日  | 旧国立競技場（東京都）   | 日本                       | 4-106  | ニュージーランド |
| 1987年11月4日  | 旧国立競技場（東京都）   | プレジデントXV（日本協会） | 9-38   | ニュージーランド |

## 遠征メンバー
ニュージーランド代表は下記メンバーで遠征した。
- スティーブ・マクドゥウェル（英語版）
- リチャード・ロー（英語版）
- R・マクリーン
- ショーン・フィッツパトリック
- J・ブカン
- アンディー・アール（英語版）
- ギャリー・ウェットン（英語版）
- ブレント・アンダーソン
- ジンザン・ブルック（英語版）
- アラン・ウェットン（英語版）
- マイク・ブリューワー
- ウェイン・シェルフォード（英語版）
- グレアム・バショップ
- ブルース・ディーンズ
- フラノ・ボティカ（英語版）
- グラント・フォックス（英語版）
- マシュー・クーパー（英語版）
- バニー・マッカーヒル（英語版）
- ジョン・シェスター
- ポール・シモンソン（英語版）
- ジョン・カーワン
- テリー・ライト（英語版）
- ジョン・ギャラハー（英語版）

## 試合一覧
第1戦
| 1987年10月21日 18:30 | 日本選抜 | 0-94 | ニュージーランド | 旧国立競技場（東京都） レフリー: コリン・ハイ（イングランド） |
| 1987年10月21日 18:30 | レポート |      |                  | 旧国立競技場（東京都） レフリー: コリン・ハイ（イングランド） |

第2戦（テストマッチ）
| 1987年10月25日 14:00 | 日本     | 0-74 | ニュージーランド | 花園ラグビー場（大阪府） レフリー: コリン・ハイ（イングランド） |
| 1987年10月25日 14:00 | レポート |      |                  | 花園ラグビー場（大阪府） レフリー: コリン・ハイ（イングランド） |

|  | 15 | 向井昭吾       |
|  | 14 | 吉野俊郎       |
|  | 13 | 朽木英次       |
|  | 12 | 平尾誠二       |
|  | 11 | 沖土居稔       |
|  | 10 | 松尾勝博       |
|  | 9  | 生田久貴       |
|  | 8  | シナリ・ラトゥ |
|  | 7  | 越山昌彦       |
|  | 6  | 桜庭吉彦       |
|  | 5  | 大八木淳史     |
|  | 4  | 林敏之         |
|  | 3  | 相沢雅晴       |
|  | 2  | 藤田剛         |
|  | 1  | 八角浩司       |

|  | 15 | ジョン・ギャラハー           |
|  | 14 | ジョン・カーワン             |
|  | 13 | バニー・マッカーヒル         |
|  | 12 | ジョン・シェスター           |
|  | 11 | テリー・ライト               |
|  | 10 | フラノ・ボティカ             |
|  | 9  | ブルース・ディーンズ         |
|  | 8  | ウェイン・シェルフォード     |
|  | 7  | マイク・ブリューワー         |
|  | 6  | ジンザン・ブルック           |
|  | 5  | ギャリー・ウェットン         |
|  | 4  | ブレント・アンダーソン       |
|  | 3  | リチャード・ロー             |
|  | 2  | ショーン・フィッツパトリック |
|  | 1  | スティーブ・マクドゥウェル   |

第3戦
| 1987年10月28日 18:30 | アジアバーバリアンズ | 3-96 | ニュージーランド | 西京極競技場（京都府） レフリー: キリー・フィッツゼラルド（オーストラリア） |
| 1987年10月28日 18:30 | レポート             |      |                  | 西京極競技場（京都府） レフリー: キリー・フィッツゼラルド（オーストラリア） |

第4戦（テストマッチ）
| 1987年11月1日 18:30 | 日本     | 4-106 | ニュージーランド | 旧国立競技場（東京都） 観客数: 40,000人 レフリー: キリー・フィッツゼラルド（オーストラリア） |
| 1987年11月1日 18:30 | レポート |       |                  | 旧国立競技場（東京都） 観客数: 40,000人 レフリー: キリー・フィッツゼラルド（オーストラリア） |

|          | 15 | 向井昭吾                     | 交代退場 |
|          | 14 | ノフォムリ・タウモエフォラウ |          |
|          | 13 | 吉永宏二郎                   |          |
|          | 12 | 朽木英次                     |          |
|          | 11 | 沖土居稔                     |          |
|          | 10 | 平尾誠二                     |          |
|          | 9  | 小西義光                     |          |
|          | 8  | シナリ・ラトゥ               |          |
|          | 7  | 宮本勝文                     |          |
|          | 6  | 桜庭吉彦                     |          |
|          | 5  | 大八木淳史                   |          |
|          | 4  | 林敏之                       |          |
|          | 3  | 相沢雅晴                     |          |
|          | 2  | 藤田剛                       |          |
|          | 1  | 木村敏隆                     |          |
| リザーブ |    |                              |          |
|          |    | 村井大次郎                   | 交代出場 |

|  | 15 | ジョン・ギャラハー           |
|  | 14 | ジョン・カーワン             |
|  | 13 | バニー・マッカーヒル         |
|  | 12 | ジョン・シェスター           |
|  | 11 | テリー・ライト               |
|  | 10 | グラント・フォックス         |
|  | 9  | ブルース・ディーンズ         |
|  | 8  | ウェイン・シェルフォード     |
|  | 7  | マイク・ブリューワー         |
|  | 6  | ジンザン・ブルック           |
|  | 5  | ギャリー・ウェットン         |
|  | 4  | ブレント・アンダーソン       |
|  | 3  | リチャード・ロー             |
|  | 2  | ショーン・フィッツパトリック |
|  | 1  | スティーブ・マクドゥウェル   |

第5戦
| 1987年11月4日 18:10 | プレジデントXV | 9-38 | ニュージーランド | 旧国立競技場（東京都） レフリー: キリー・フィッツゼラルド（オーストラリア） |
| 1987年11月4日 18:10 | レポート       |      |                  | 旧国立競技場（東京都） レフリー: キリー・フィッツゼラルド（オーストラリア） |